# Rumänien-Rundfahrt

Strecke der Rumänien-Rundfahrt 2010

Die Rumänien-Rundfahrt (rumänisch Turul României) ist ein rumänisches Straßenradrennen für Männer.
Im Jahr 1931 wurde die Federația Română de Ciclism, der rumänische Radsportverband, gegründet, deren Präsident Vasile Canarache, der Besitzer der Bukarester Zeitung Tempo, drei Jahre später die erste Rumänien-Rundfahrt organisierte. Das Etappenrennen, welches seinen Termin für gewöhnlich Mitte Juni hat und meistens sechs oder mehr Etappen umfasst, wurde danach jedoch nicht alljährlich ausgetragen. Während des Zweiten Weltkriegs fand die Rundfahrt nicht statt. Als Ersatz wurde das Rennen Bukarest–Ploesti–Bukarest organisiert. 
Das längste Rennen fand 1950 über 1500 Kilometer und 15 Etappen statt.
In den Jahren nach der Rumänischen Revolution 1989 gab es verstärkt Finanzierungsprobleme, die dazu führten, dass die Rennabschnitte dorthin verlegt wurden, wo die Straßenverhältnisse und die Zuschüsse durch örtliche Sponsoren eine Austragung zuließen. Seit der Saison 2008 ist das Rennen Teil der Rennserie UCI Europe Tour und ist in die Kategorie 2.2 eingestuft. Rekordsieger sind Mircea Romașcanu und Constantin Dumitrescu, die das Rennen jeweils dreimal für sich entscheiden konnten.

## Palmarès
| Jahr                        | Sieger                   | Zweiter                 | Dritter               |          |
| --------------------------- | ------------------------ | ----------------------- | --------------------- | -------- |
| 1934                        | Marin Nikolow            | Ghenadie Sminoff        | Zamfir Munteanu       |          |
| 1935                        | Daniel Zigmund           | Nicolae Țapu            | Jerzy Lipiński        |          |
| 1936                        | Pierre Gallien           | Stjepan Grgac           | Willy Kutschbach      |          |
| 1937–1945 nicht ausgetragen |                          |                         |                       |          |
| 1946                        | August Prosenik          | Nicolae Chicomban       | Ion Strain            |          |
| 1947–1949 nicht ausgetragen |                          |                         |                       |          |
| 1950                        | Constantin Șandru        | Vittorio Nicolozzo      | Ervant Norhadian      |          |
| 1951                        | Marin Niculescu          | Nicolae Chicomban       | Gheorghe Sandu        |          |
| 1952 nicht ausgetragen      |                          |                         |                       |          |
| 1953                        | Nicolae Vasilescu        | Nuta Petre              | Gheorghe Sandu        |          |
| 1954                        | Constantin Dumitrescu    | Stefu Stefan            | Constantin Istrate    |          |
| 1955                        | Constantin Dumitrescu    | Ludovic Zanoni          | Stefu Stefan          |          |
| 1956                        | Constantin Dumitrescu    | Gabriel Moiceanu        | Nicolae Maxim         |          |
| 1957 nicht ausgetragen      |                          |                         |                       |          |
| 1958                        | Gabriel Moiceanu         | Ludovic Zanoni          | Maricel Boinea        |          |
| 1959                        | Ion Cosma                | Gabriel Moiceanu        | Gheorghe Rădulescu    |          |
| 1960                        | Walter Ziegler           | Jörg Grunzig            | Silviu Duta           |          |
| 1961                        | Ion Cosma                | Gabriel Moiceanu        | Gheorghe Rădulescu    |          |
| 1962–1964 nicht ausgetragen |                          |                         |                       |          |
| 1966                        | Gheorghe Suciu           | Ion Cosma               | Costantin Ciocan      |          |
| 1967                        | Emil Rusu                | Walter Ziegler          | Ludovic Barschel      |          |
| 1968                        | Walter Ziegler           | Grigore Constantin      | Vasile Selejan        |          |
| 1969                        | Jürgen Wanzlik           | Teodor Vasile           | Alexandru Sofronie    |          |
| 1970–1972 nicht ausgetragen |                          |                         |                       |          |
| 1973                        | Teodor Vasile            | Vasile Selejan          | Ion Cernea            |          |
| 1974                        | Mircea Romașcanu         | Liubomir Zojoc          | Mustapha Nejjari      |          |
| 1975–1982 nicht ausgetragen |                          |                         |                       |          |
| 1983                        | Mircea Romașcanu         | Ionel Gancea            | Cornel Nicolae        |          |
| 1984                        | Constantin Căruţaşu      | Valentin Constantinescu | Ionel Gancea          |          |
| 1985                        | Mircea Romașcanu         | Ionel Gancea            | Gheorghe Kleinpeter   |          |
| 1986                        | Frank Schönherr          | Valentin Constantinescu | Dariusz Matuszyk      |          |
| 1987                        | Valentin Constantinescu  | Olimpiu Celea           | Ludovic Kovacs        |          |
| 1988                        | Vasile Mitrache          | Mircea Romașcanu        | Mihai Orosz           |          |
| 1989                        | Danut Catana             | Anton Stelian           | Costel Popa           |          |
| 1990                        | Vasie Apostol            | Valentin Constantinescu | Florian Toader        |          |
| 1991                        | Svyatoslav Ryabushenko   | Costel Popa             | Ilia Gromov           |          |
| 1992                        | Vladimir Perelalsny      | Pawel Schumanow         | Youry Prokopenko      |          |
| 1993                        | Jürgen Koberschinski     | Cristian Dabi           | Raoul Grigorici       |          |
| 1994                        | Anton Stelian            | Stanimir Odrinski       | Swetoslaw Tschanliew  |          |
| 1995                        | Igor Mirtianin           | Vitaly Lazurenko        | Danut Catana          |          |
| 1996 nicht ausgetragen      |                          |                         |                       |          |
| 1997                        | Florin Privache          | Ciurtiac Varenin        | Peter Vöhlzoc         |          |
| 1998                        | Igor Bonciucov           | Sergei Tretjakow        | Lars Bener            |          |
| 1999                        | Sergei Tretjakow         | Alexandr Sabalin        | Bram Tankink          |          |
| 2000                        | Wadim Krawtschenko       | Sergei Lawrenenko       | Luuc Hutten           |          |
| 2001                        | Leonid Timchenko         | Emil Pavel Lupaș        | Alexandr Sabalin      |          |
| 2002                        | Alexandr Sabalin         | Swetoslaw Tschanliew    | Roman Radchenko       |          |
| 2003                        | Jelle van Groezen        | Emil Pavel Lupaș        | Pawel Newdach         |          |
| 2004                        | Wladimir Koew            | Mert Mutlu              | Wolodymyr Startschyk  |          |
| 2005                        | Iwajlo Gabrowski         | Olexandr Surutkowytsch  | Radoslaw Konstantinow |          |
| 2006                        | Pawel Schumanow          | Dimitar Gospodinow      | Oleksandr Scheydyk    |          |
| 2007                        | George Daniel Anghelache | Atanas Kostov           | Stanislav Rudyy       |          |
| 2008                        | Rida Cador               | Sander Oostlander       | Swetoslaw Tschanliew  |          |
| 2009                        | Alexei Schtschebelin     | Wladimir Koew           | Pawel Schumanow       |          |
| 2010                        | Bruno Rizzi              | Ioannis Tamouridis      | Alessandro De Marchi  |          |
| 2011                        | Andrei Nechita           | Ioannis Tamouridis      | Angelo Ciccone        |          |
| 2012                        | Matija Kvasina           | Víctor de la Parte      | Johannes Heider       |          |
| 2013                        | Witalij Buz              | Mychajlo Kononenko      | Ivan Stević           |          |
| 2014–2017 nicht ausgetragen |                          |                         |                       |          |
| 2018                        | Serghei Țvetcov          | Onur Balkan             | Mateusz Grabis        |          |
| 2019                        | Alex Molenaar            | Savva Novikov           | Karel Hník            |          |
| 2020                        | Eduard-Michael Grosu     | Nikodemus Holler        | Szymon Krawczyk       |          |
| 2021                        | Jakub Kaczmarek          | Serghei Țvetcov         | Szymon Rekita         |          |
| 2022                        | Mark Stewart             | Cristian Răileanu       | Jakub Otruba          |          |
| 2023                        | abgesagt                 | abgesagt                | abgesagt              | abgesagt |
| 2024                        | Davide Toneatti          | Lukáš Kubiš             | Cristian Răileanu     |          |

2010: Der ursprüngliche Sieger Wladimir Koew wurde wegen Dopings von der Union Cycliste International (UCI) suspendiert und aus den Ergebnislisten gestrichen.